# 마울레주

마울레 주의 위치

마울레주(스페인어: VII Región del Maule)는 칠레 중부에 위치한 주로 주도는 탈카이며 면적은 30,296.1km2, 인구는 955,048명(2012년 기준)이다. 4개 현(탈카 현, 리나레스 현, 쿠리코 현, 카우케네스 현)을 관할한다. 남쪽으로는 로스라오스주와 접한다. 

주기
주 문장